# Myohyrax oswaldi
Myohyrax oswaldi — вид вымерших млекопитающих из отряда прыгунчики. Единственный вид рода Myohyrax. Жил в миоцене (23,03—11,608 млн лет назад) на территории Африки (ископаемые остатки найдены в Кении, Намибии и Уганде).

## Описание
Это животное должно было быть отдаленно похоже на современных представителей рода Rhynchocyon как по внешнему виду, так и по размерам. Однако строение черепа и зубов у них были совсем другие. Зубной ряд, в частности, был явно аберрантным: верхние резцы были очень большими и направленными вперед, эмаль располагалась исключительно на губной поверхности, а премоляры и коренные зубы были снабжены высокими коронками (гипсодонтные) и снабжены ямочками на вершине. Череп, очевидно, был компактным и высоким.
По сравнению с очень похожими Protypotheroides, Myohyrax обладали сильно изогнутыми верхними резцами и тремя бороздками на вершинах зубов.

## Классификация
Myohyrax — одноименный род семейства Myohyracidae, загадочной группы прыгунчиков с сильно гипсодонтным зубным рядом, похожим на зубной ряд копытных. Первоначально Myohyrax был ошибочно принят за дамана К. В. Эндрюсом, который в 1914 году описал типовой вид Myohyrax oswaldi на основе ископаемых останков, найденных в районе Карунгу в Кении. Другие окаменелости, приписываемые Myohyrax oswaldi, были позже найдены в форте Тернан, также в Кении, а ещё в Намибии и Уганде.

## Палеоэкология
Сильные гипсодонтные зубы Myohyrax, а также очень крепкая челюсть указывают на то, что это животное, должно быть, питалось твердым и волокнистым кормом, таким как трава или семена; однако нынешние прыгунчики обычно питаются насекомыми. Характеристики посткраниальных костей указывают на то, что Myohyrax был животным, способным бегать и прыгать, и жил в саванне.